# Kardynałowie z nominacji Klemensa VII
Papież Klemens VII (1523–1534) mianował 32 nowych kardynałów:

## Konsystorz 3 maja 1527
1. Benedetto Accolti, arcybiskup Rawenny – kardynał prezbiter S. Eusebio (tytuł nadany 5 maja 1527), zm. 21 września 1549
2. Agostino Spinola, biskup Perugii – kardynał prezbiter S. Ciriaco e Ss. Quirico e Giulitta (tytuł nadany 3 sierpnia 1527), następnie kardynał prezbiter S. Apollinare (5 września 1534), zm. 18 października 1537
3. Niccolò Gaddi, biskup elekt Fermo – kardynał diakon S. Teodoro, następnie kardynał diakon bez tytułu (9 stycznia 1545), kardynał diakon Ss. Vito e Modesto (19 stycznia 1545), kardynał diakon S. Maria in Domnica (28 lutego 1550), kardynał diakon S. Maria in Via Lata (27 czerwca 1550), kardynał prezbiter S. Maria in Via Lata (20 listopada 1551), zm. 16 stycznia 1552
4. Ercole Gonzaga, biskup Mantui – kardynał diakon S. Maria Nuova (tytuł nadany 5 maja 1527), następnie kardynał prezbiter S. Maria Nuova (6 lipca 1556), zm. 3 marca 1563
5. Marino Grimani, patriarcha Akwilei – kardynał prezbiter S. Vitale (tytuł nadany 7 lutego 1528), następnie kardynał prezbiter S. Marcello (12 listopada 1532), kardynał prezbiter S. Maria in Trastevere (4 sierpnia 1539), kardynał biskup Frascati (13 marca 1541), kardynał biskup Porto e S. Rufina (24 września 1543), zm. 28 września 1546
6. Antoine du Prat, arcybiskup Sens, kanclerz król. Francji – kardynał prezbiter S. Anastasia (tytuł nadany 27 kwietnia 1528), zm. 9 lipca 1535

## Konsystorz 21 listopada 1527
1. Antonio Sanseverino OSIoHieros – kardynał prezbiter S. Susanna (tytuł nadany 27 kwietnia 1528), następnie kardynał prezbiter S. Apollinare (18 czerwca 1529), kardynał prezbiter S. Maria in Trastevere (5 września 1534), kardynał biskup Palestriny (28 listopada 1537), kardynał biskup Sabiny (4 sierpnia 1539), kardynał biskup Porto e S. Rufina (8 stycznia 1543), zm. 17 sierpnia 1543
2. Gianvincenzo Carafa, arcybiskup Neapolu – kardynał prezbiter S. Pudenziana (tytuł nadany 27 kwietnia 1528), następnie kardynał prezbiter S. Prisca (23 lipca 1537), kardynał prezbiter S. Maria in Trastevere (28 listopada 1537), kardynał biskup Palestriny (4 sierpnia 1539), zm. 28 sierpnia 1541
3. Andrea Matteo Palmieri, arcybiskup Acerenza e Matera – kardynał prezbiter S. Clemente (tytuł nadany 21 listopada 1527), następnie kardynał prezbiter bez tytułu [?] (15 stycznia 1537)[1], zm. 20 stycznia 1537
4. Enrique Cardona y Enríquez, arcybiskup Monreale – kardynał prezbiter S. Marcello (tytuł nadany 24 listopada 1527), zm. 7 lutego 1530
5. Girolamo Grimaldi – kardynał diakon S. Giorgio in Velabro (tytuł nadany 27 kwietnia 1528), zm. 27 listopada 1543
6. Pirro Gonzaga, biskup Modeny – kardynał diakon S. Agata in Suburra (tytuł nadany 27 stycznia 1528), zm. 28 stycznia 1529

Sigismondo Pappacoda, biskup Tropea, nie przyjął nominacji.

## Konsystorz 7 grudnia 1527
1. Francisco de los Ángeles Quiñones OFMObs, generał zakonu franciszkanów – kardynał prezbiter S. Croce in Gerusalemme (tytuł nadany 25 września 1528), zm. 5 listopada 1540

## Konsystorz 20 grudnia 1527
1. Francesco Cornaro – kardynał prezbiter S. Pancrazio (tytuł nadany 27 kwietnia 1528), następnie kardynał prezbiter S. Cecilia (27 kwietnia 1534), kardynał prezbiter S. Ciriaco e Ss. Quirico e Giulitta (5 września 1534), kardynał prezbiter S. Prassede (31 maja 1535), kardynał prezbiter S. Maria in Trastevere (23 marca 1541), kardynał biskup Albano (14 listopada 1541), kardynał biskup Palestriny (15 lutego 1542), zm. 26 września 1543

## Konsystorz w styczniu 1529
Dokładna data tego konsystorza nie jest znana, ale miał miejsce krótko przed 10 stycznia 1529.
1. Girolamo Doria – kardynał diakon S. Tommaso in Parione (tytuł nadany 15 listopada 1529), następnie kardynał diakon S. Maria in Portico (29 maja 1555), zm. 25 marca 1558

## Konsystorz 10 stycznia 1529
1. Hipolit Medyceusz, kuzyn papieża, arcybiskup elekt Awinionu – kardynał diakon S. Prassede, następnie kardynał diakon S. Lorenzo in Damaso (3 lipca 1532), zm. 10 sierpnia 1535

## Konsystorz 13 sierpnia 1529
1. Mercurino Arborio di Gattinara, kanclerz cesarza Karola V – kardynał prezbiter S. Giovanni a Porta Latina (tytuł nadany 3 września 1529), zm. 5 czerwca 1530

## Konsystorz 9 marca 1530
1. François de Tournon CanReg, arcybiskup Bourges – kardynał prezbiter Ss. Marcellino e Pietro (tytuł nadany 16 maja 1531), następnie kardynał biskup Sabiny (28 lutego 1550), kardynał biskup Ostia e Velletri (13 marca 1560), zm. 22 kwietnia 1562
2. Bernhard von Cles, biskup Trydentu – kardynał prezbiter S Stefano in Montecelio (tytuł nadany 16 maja 1531), zm. 30 lipca 1539
3. Louis de Gorrevod, biskup Saint-Jean de Maurienne – kardynał prezbiter S. Cesareo in Palatio (tytuł nadany 16 maja 1531), zm. 22 kwietnia 1535
4. Juan García de Loaysa OP, biskup Osma – kardynał prezbiter S. Susanna (tytuł nadany 16 maja 1531), zm. 22 kwietnia 1546

### Sekretna nominacja ogłoszona prawdopodobnie 21 czerwca 1531
1. Íñigo López de Mendoza y Zúñiga, biskup Burgos – kardynał prezbiter S. Nicola in Carcere (tytuł nadany 21 czerwca 1531), zm. 9 czerwca 1535

## Konsystorz 8 czerwca 1530
1. Gabriel de Gramont, biskup Tarbes, ambasador króla Francji Franciszka I – kardynał prezbiter S. Giovanni a Porta Latina (tytuł nadany 22 czerwca 1530) następnie kardynał prezbiter S. Cecilia (9 stycznia 1531), zm. 26 marca 1534

## Konsystorz 22 lutego 1531
1. Alfonso Manrique de Lara y Solís, arcybiskup Sewilli – kardynał prezbiter S. Callisto (tytuł nadany 17 kwietnia 1531), następnie kardynał prezbiter Ss. XII Apostoli (12 lipca 1532), zm. 28 września 1538
2. Juan Pardo de Tavera, arcybiskup Santiago de Compostela – kardynał prezbiter S. Giovanni a Porta Latina (tytuł nadany 17 kwietnia 1531), zm. 1 sierpnia 1545

## Konsystorz 22 września 1531
1. Antonio Pucci, biskup Pistoi, penitencjariusz większy – kardynał prezbiter Ss. IV Coronati (tytuł nadany 27 września 1531), następnie kardynał prezbiter S. Maria in Trastevere (14 listopada 1541), kardynał biskup Albano (15 lutego 1542), kardynał biskup Sabiny (8 stycznia 1543), zm. 12 października 1544

## Konsystorz 21 lutego 1533
1. Esteban Gabriel Merino, biskup Jaén i patriarcha Zachodnich Indii – kardynał prezbiter S. Vitale (tytuł nadany 3 marca 1533), następnie kardynał prezbiter Ss. Giovanni e Paolo (5 września 1534), zm. w lipcu 1535

## Konsystorz 3 marca 1533
1. Jean d’Orléans-Longueville, arcybiskup Tuluzy i biskup Orleanu – kardynał prezbiter Ss. Martino e Silvestro, zm. 24 września 1533

## Konsystorz 7 listopada 1533
Kościoły tytularne zostały nadane 10 listopada 1533
1. Jean Le Veneur, biskup Lisieux – kardynał prezbiter S. Bartolomeo all'Isola, zm. 7 sierpnia 1543
2. Claude de Longwy de Givry, biskup Langres – kardynał prezbiter S. Agnese in Agone, zm. 9 sierpnia 1561
3. Odet de Coligny de Châtillon – kardynał diakon Ss. Sergio e Bacco, następnie kardynał diakon S. Adriano (25 lutego 1549); pozbawiony urzędu i ekskomunikowany za herezję 31 marca 1563, zm. 13 kwietnia 1571
4. Philippe de la Chambre, komendatariusz opactwa Saint-Pierre-de-Corbie – kardynał prezbiter Ss. Silvestro e Martino, następnie kardynał prezbiter S. Prassede (23 marca 1541), kardynał prezbiter S. Maria in Trastevere (15 lutego 1542), kardynał biskup Frascati (24 września 1543), zm. 21 lutego 1550